# Crataegus pequotorum
Crataegus pequotorum es una especie de planta del género Crataegus, perteneciente a la familia Rosaceae.

## Taxonomía
Crataegus pequotorum fue descrita por Charles Sprague Sargent en 1903.

## Distribución
Se encuentra en el territorio de Connecticut.